# Traunstein járás
Traunstein járás egy járás Bajorországban. Traunstein járás Rosenheim, Mühldorf am Inn, Altötting, Berchtesgadener Land, Kufsteini, Kitzbüheli, Zell am See-i, Salzburg-Umgebung, Braunau am Inn-i, Berchtesgaden, Wasserburg, Laufen, Traunstein és Traunstein járásokkal határos. Lakosainak száma 145 408 fő (1987. május 25.).

## Népesség
A járás népessége az elmúlt években az alábbi módon változott:
| Lakosok száma | 38 801 | 39 447 | 48 513 | 82 543 | 133 664 | 145 408 | 170 364 | 171 978 | 175 431 | 176 290 |
|               | 1871   | 1885   | 1925   | 1950   | 1970    | 1987    | 2013    | 2014    | 2016    | 2017    |